# Nemognatha capillaris
Nemognatha capillaris es una especie de coleóptero de la familia Meloidae.

## Distribución geográfica
Habita en Utah (Estados Unidos).